# Scaphokogia
Scaphokogia — викопний рід зубатих китів сучасної родини когієвих (Kogiidae), що існував у пізньому міоцені та впродовж пліоцену, 7,2-2,5 млн років тому. Мешкали на сході Тихого океану. Викопні рештки знайдені в Мексиці (формація Тірабусон) та Перу (формація Піско).

## Види
- Scaphokogia cochlearis Muizon 1988
- Scaphokogia totajpe Benites-Palomino, Vélez-Juarbe, Salas-Gismondi & Urbina, 2020[2]